# قصر رازوموفسكي (باتورين)
قصر رازوموفسكي أو قصر كيريلو روزوموفسكي هيتمان أوكرانيا (بالأوكرانية: Палац гетьмана України Киrillа Розумовського) هو نصب معماري ذو أهمية وطنية في مدينة باتورين في أوبلاست تشرنيهيف في أوكرانيا. ويعتبر متحف المحمية التاريخية والثقافية الوطنية «عاصمة هيتمان» والتحفة المعمارية الوحيدة لتشارلز كاميرون في أوكرانيا.

## تاريخه
كان كيريلو روزوموفسكي [الإنجليزية] هيتمان على أوكرانيا من 1750 إلى 1764. خلال فترة حكمه للهيتمانية، أصبحت مدينة باتورين عاصمة للهيتمان. عاش كيريلو روزوموفسكي في باتورين منذ 1794. عندها فكر في بناء قصر كبير ومتنزه. وقد شُيدت هذه المجموعة المعمارية خلال فترة 1799-1803، وفقاً لمشروع المهندس المعماري الشهير الاسكتلندي الأصل تشارلز كاميرون. ضمت المجموعة قصر ومبنيين ملحقين وحديقة ذات تخطيط منتظم. زُين الطريق الرئيسي بصفوف من أشجار الزيزفون والقيقب، كما زُرع الرواق على طول الطريق بأشجار الفاكهة وشجيرات الزينة، وغُرست الأشجار النادرة بالقرب من الواجهة الرئيسية للقصر.
أصبحت المجموعة، بعد وفاة الهيتمان في 1803، ملكاً لابنه أندريه روزوموفسكي حتى وفاته (1836). لكن دمر حريق جميع الأجزاء الداخلية للمبنى تقريباً في 1824. ثم أصبح القصر والمنتزه ملكاً للدولة في 1856. تحولت المجموعة إلى حالة مهجورة في بداية القرن العشرين.
ثم دُمرت الحديقة بالكامل وفُككت المباني الملحقة بها في منتصف القرن العشرين وبقي عدد قليل من أشجار الزيزفون القديمة بنهاية القرن العشرين.
واندلع حريق شديد بالقصر في 1924، مما تسبب في أضرار جسيمة للبناء. كما تعرضت واجهة المبنى والزخارف المنقوشة عليه لأضرار جسيمة خلال الحرب الوطنية العظمى.
وجرت عدة محاولات لترميم القصر في النصف الثاني من القرن العشرين مما دعم حالته ولكن دون الانتهاء من الترميم. وقد ظل المبنى المركزي للمجموعة بأكملها (القصر) قائماً.
رُمم قصر كيريلو روزوموفسكي في الفترة 2003-2008، تحت رعاية الرئيس فيكتور يوشتشينكو وبمشاركة خيرية من المتصدقين الأوكرانيين. وافُتتح رسمياً للزوار في 22 أغسطس 2009.

## معرض الصور

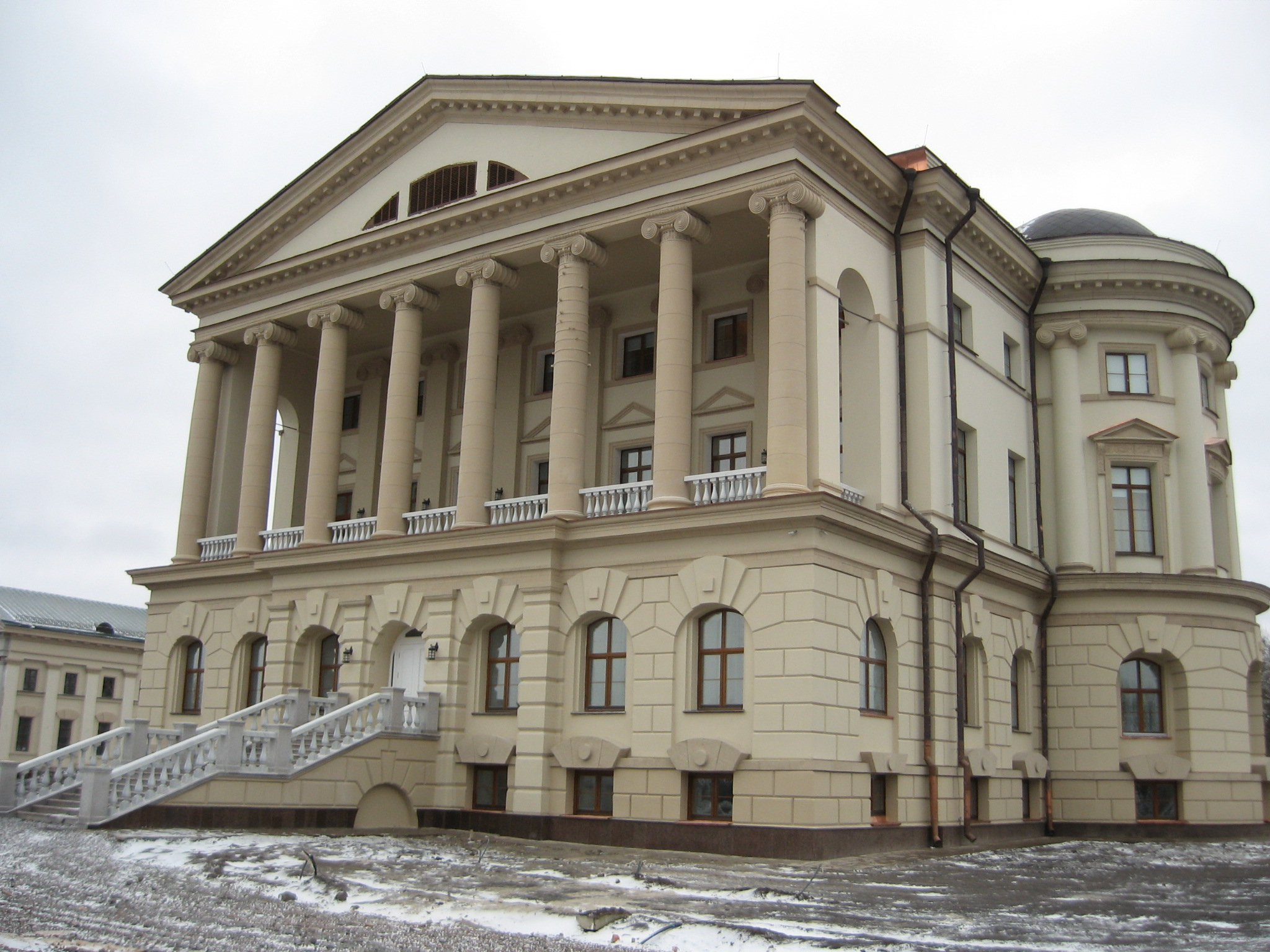
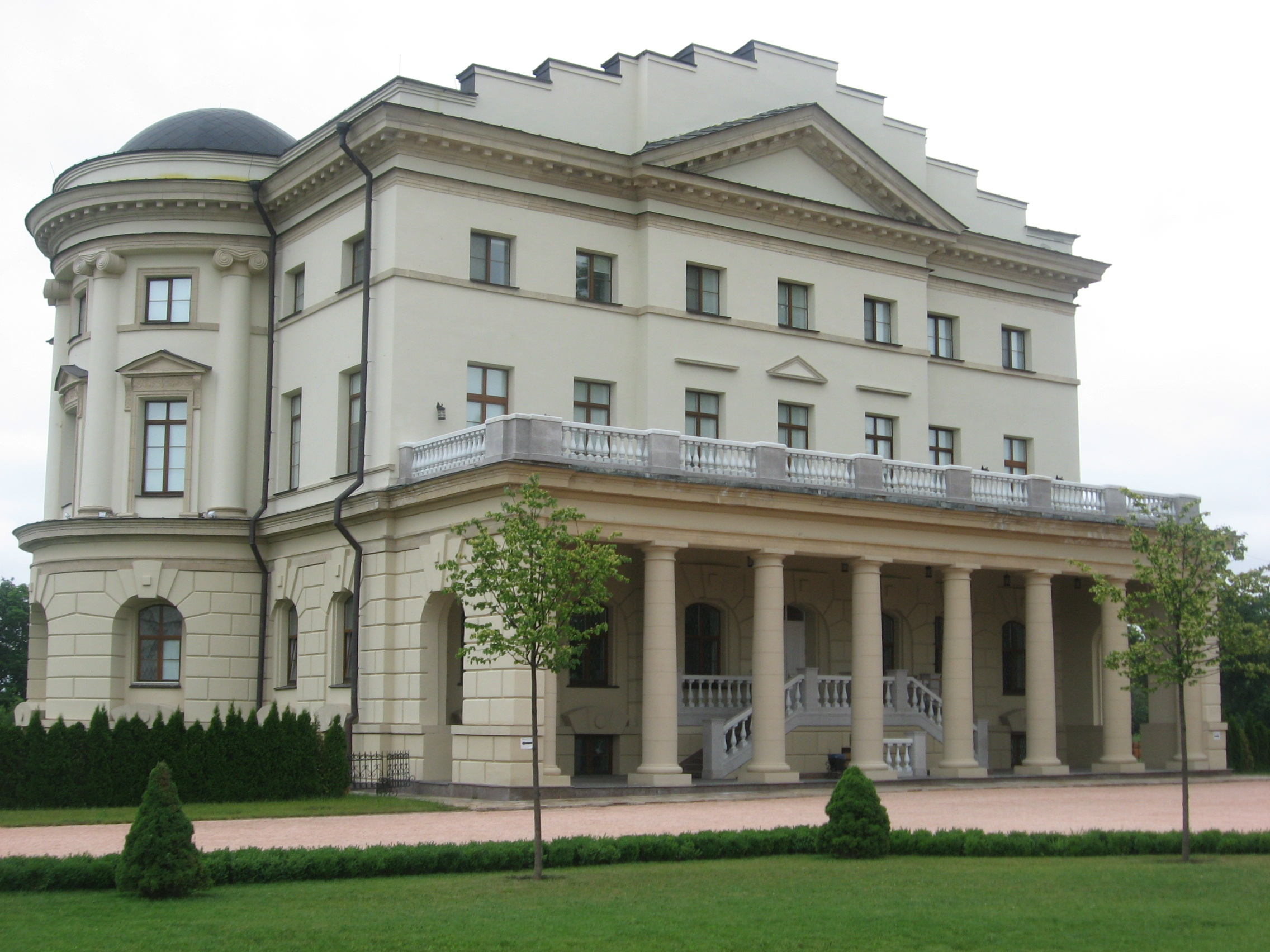
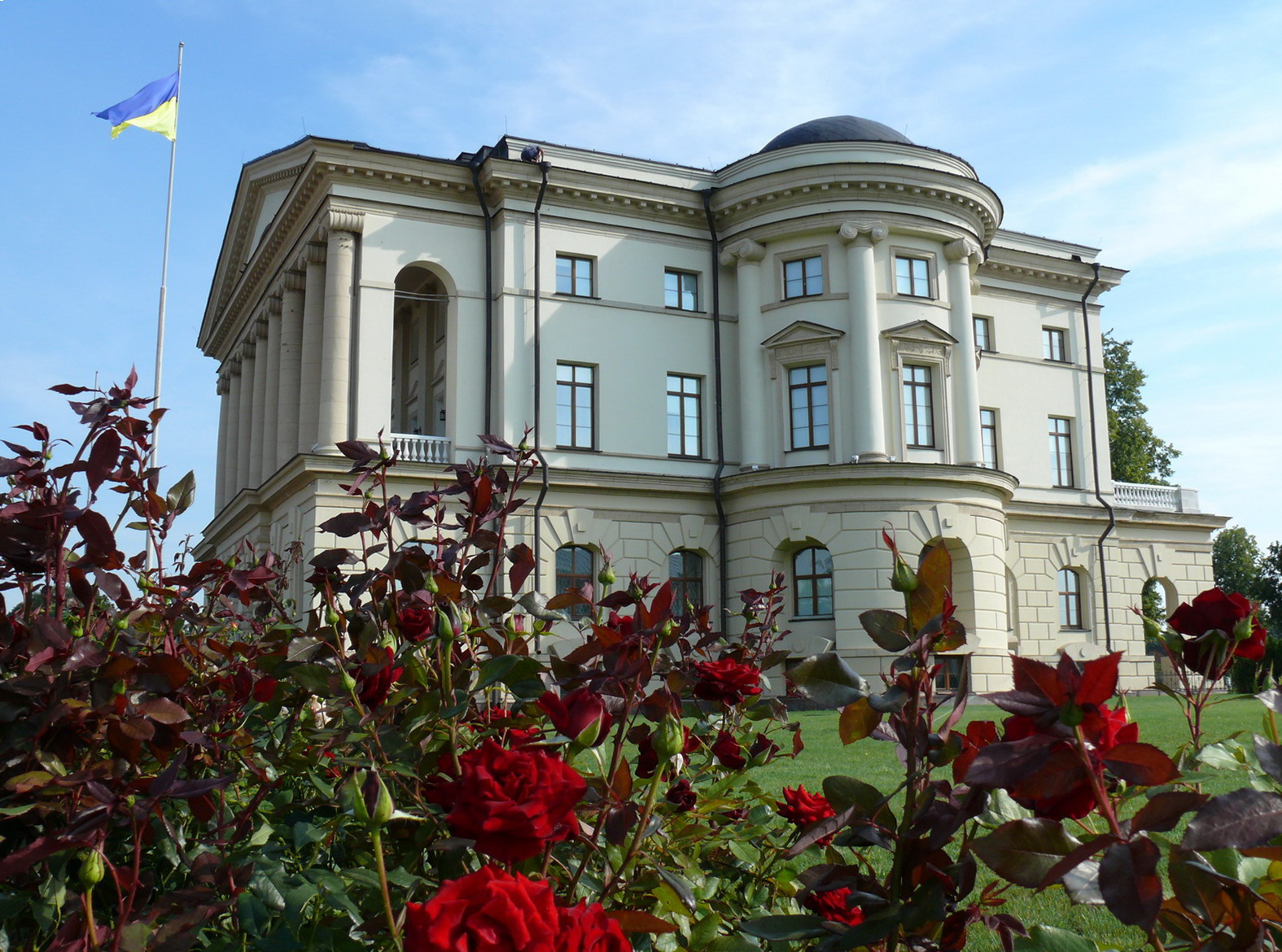
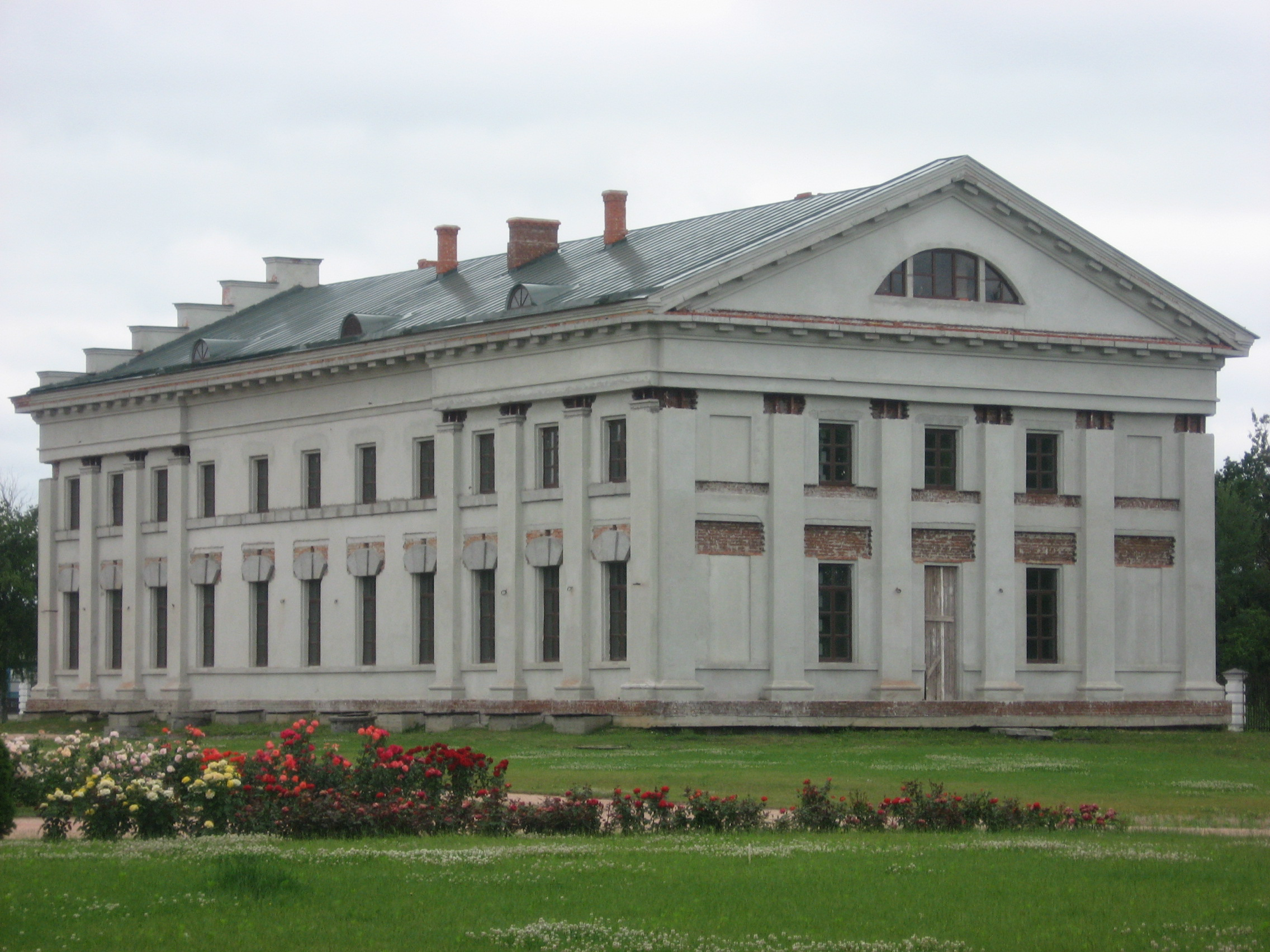
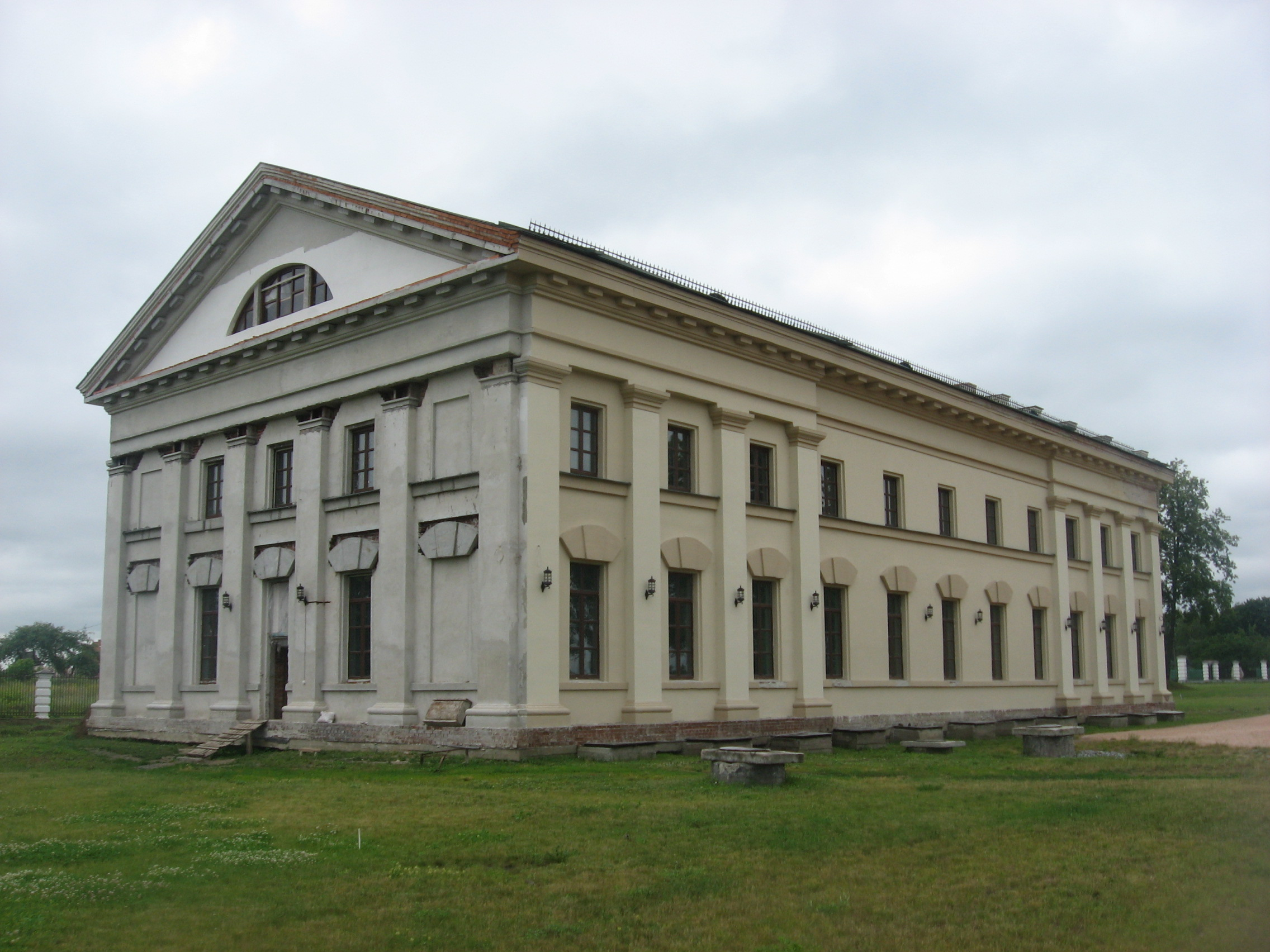